# Luna helada
Las lunas heladas son una clase de satélites naturales con superficies compuestas mayoritariamente de hielo. Una luna helada puede contener un océano debajo de su superficie, y posiblemente incluir un núcleo rocoso de silicatos o rocas metálicas.  Se supone que ellos pueden estar compuestos por hielo II u otro polimorfismo de hielo de agua. El ejemplo más claro de esta clase de objeto es Europa, luna de Júpiter.
Las lunas heladas calentadas por mareas probablemente sean el tipo más común de objeto con agua líquida[cita requerida] y por ello el tipo de cuerpo celeste con mayores posibilidades de contener vida basada en el agua.
Algunas poseen criovolcanes, así como géiseres. El ejemplo más estudiado es Encélado, luna de Saturno.

## Órbitas

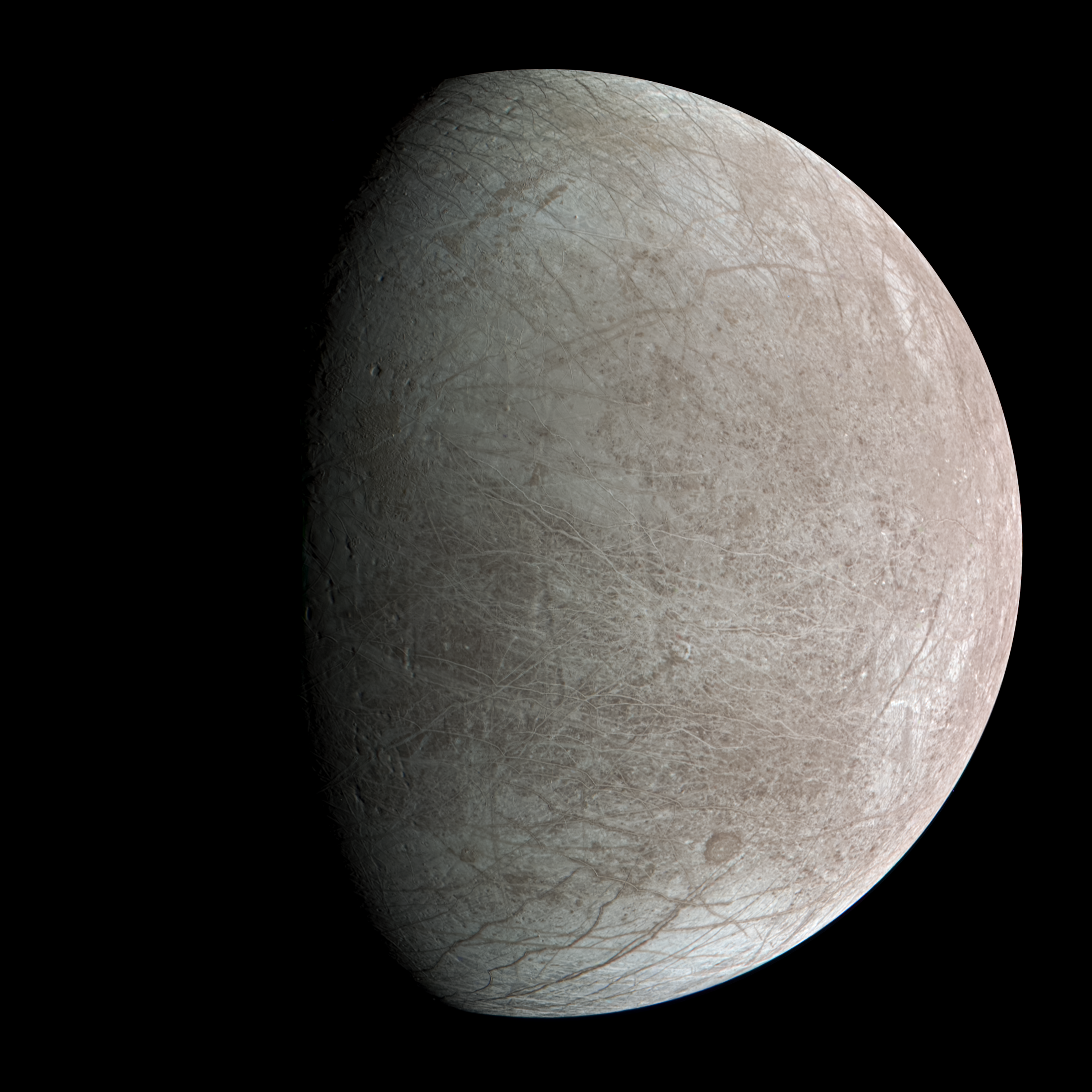
Estado de color natural

La mayoría de las lunas heladas conocidas pertenecen a planetas gigantes, cuyas órbitas se encuentran más allá de la línea de congelamiento del Sistema Solar; el resto (como Caronte y Disnomia) se formaron alrededor de planetas de enanos como Plutón o Eris, típicamente debido a impactos grandes semejantes al impacto que se piensa pudo haber formado la Luna. En el caso de los satélites de gigantes gaseosos se añade otro requisito para la formación de lunas heladas, estas no deben haberse formado en la región interna de un disco de proto-satélite ya que es demasiado cálido como para que los hielos se condensen.
Se piensa que Europa puede llegar a contener hasta un 8% de hielo y agua respecto a su masa.  Las dos lunas galileanas exteriores de Júpiter Ganímedes y Calisto contienen más hielo ya que se formaron alejadas del caliente proto-Júpiter.
La luna de Saturno, Titán, comparada con el resto de cuerpos del Sistema Solar, es el que se comporta más como la Tierra.  Se sabe que Titán posee piscinas estables de metano líquido en su superficie.

## Imágenes

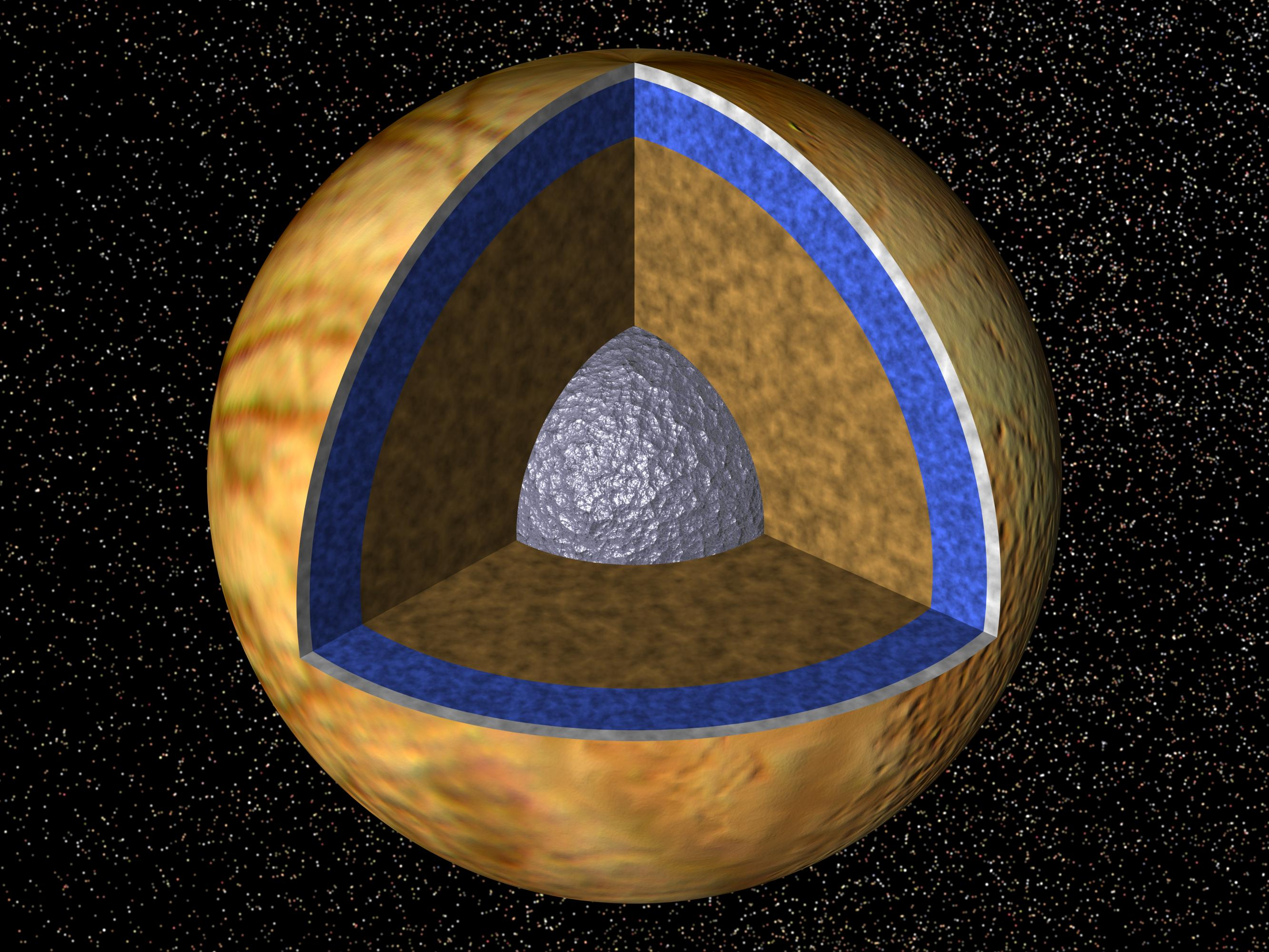
Se sospecha que Europa posee un océano debajo de su superficie
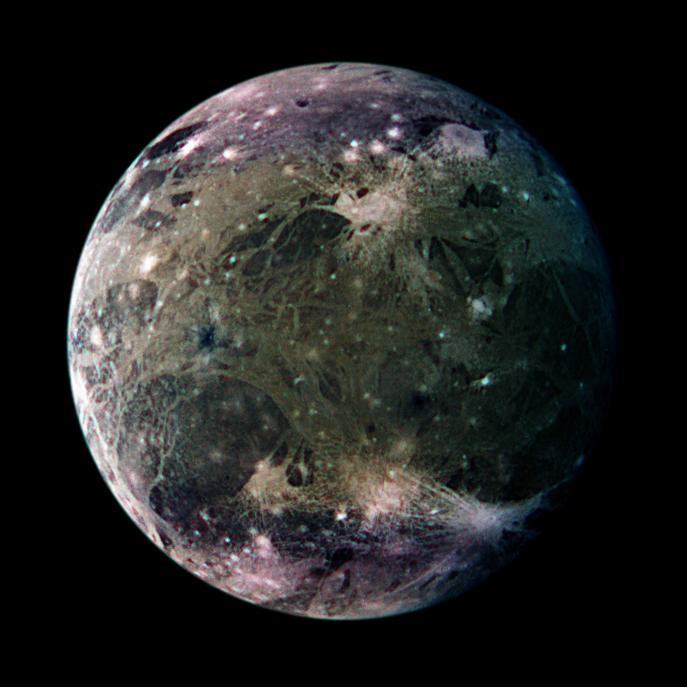
Imagen de Ganimedes
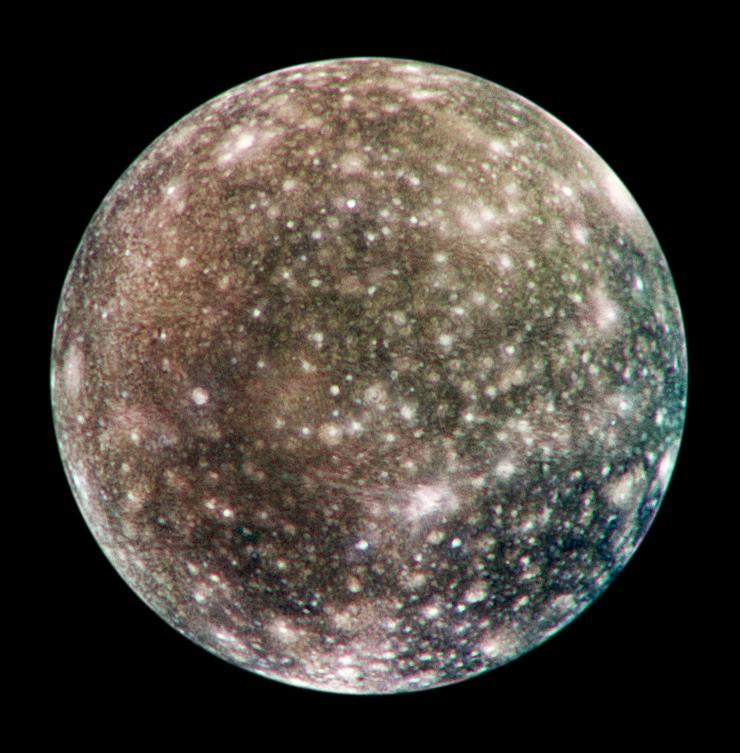
Calisto mostrando depósitos congelados
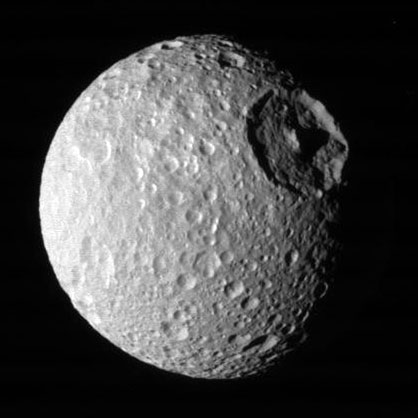
Mimas tiene una densidad de 1.1 g/cm3
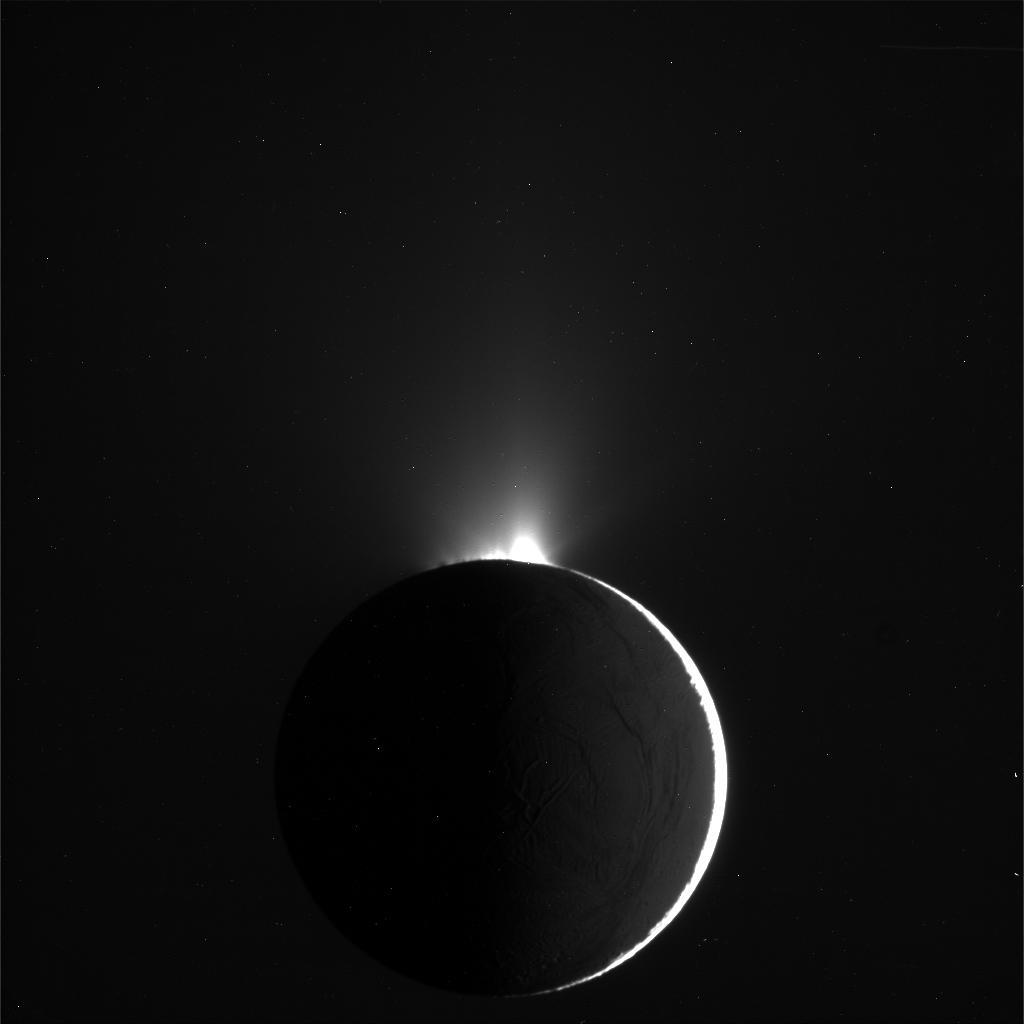
Geiseres activos en Encélado
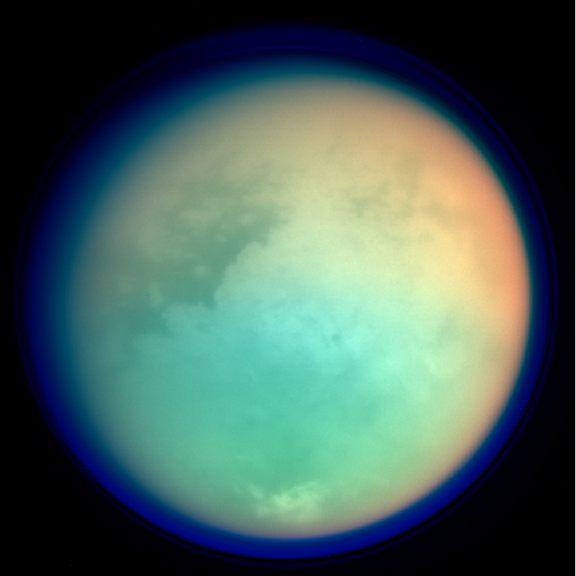
Titán, mostrando detalles de su superficie y atmósfera
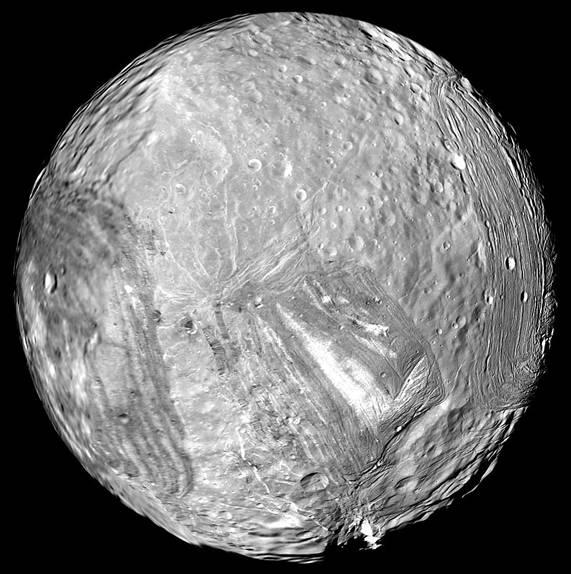
Miranda tiene una superficie rugosa
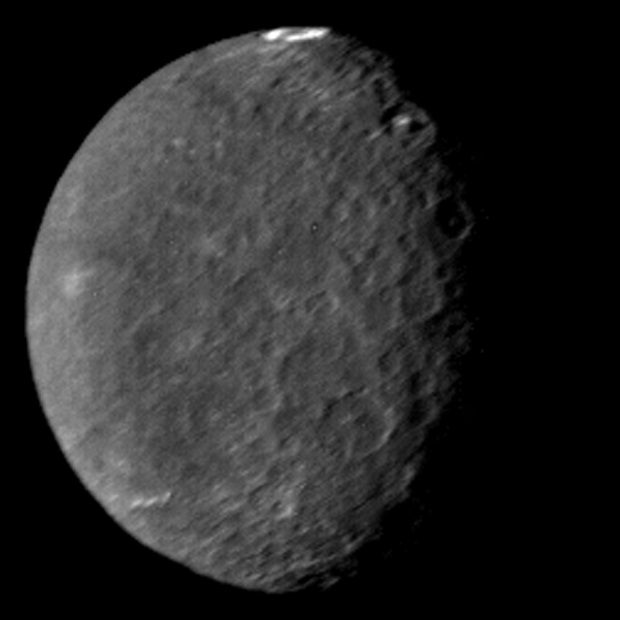
Un posible depósito congelado en el polo de Umbriel
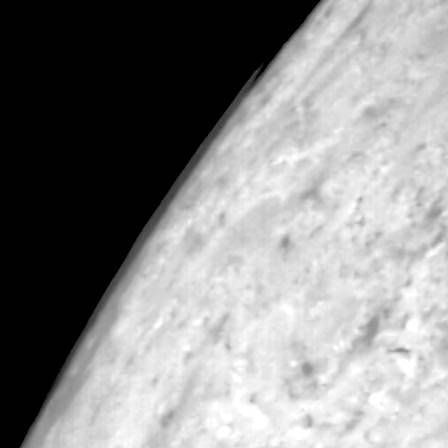
Una nube sobre Tritón